# 강청루역

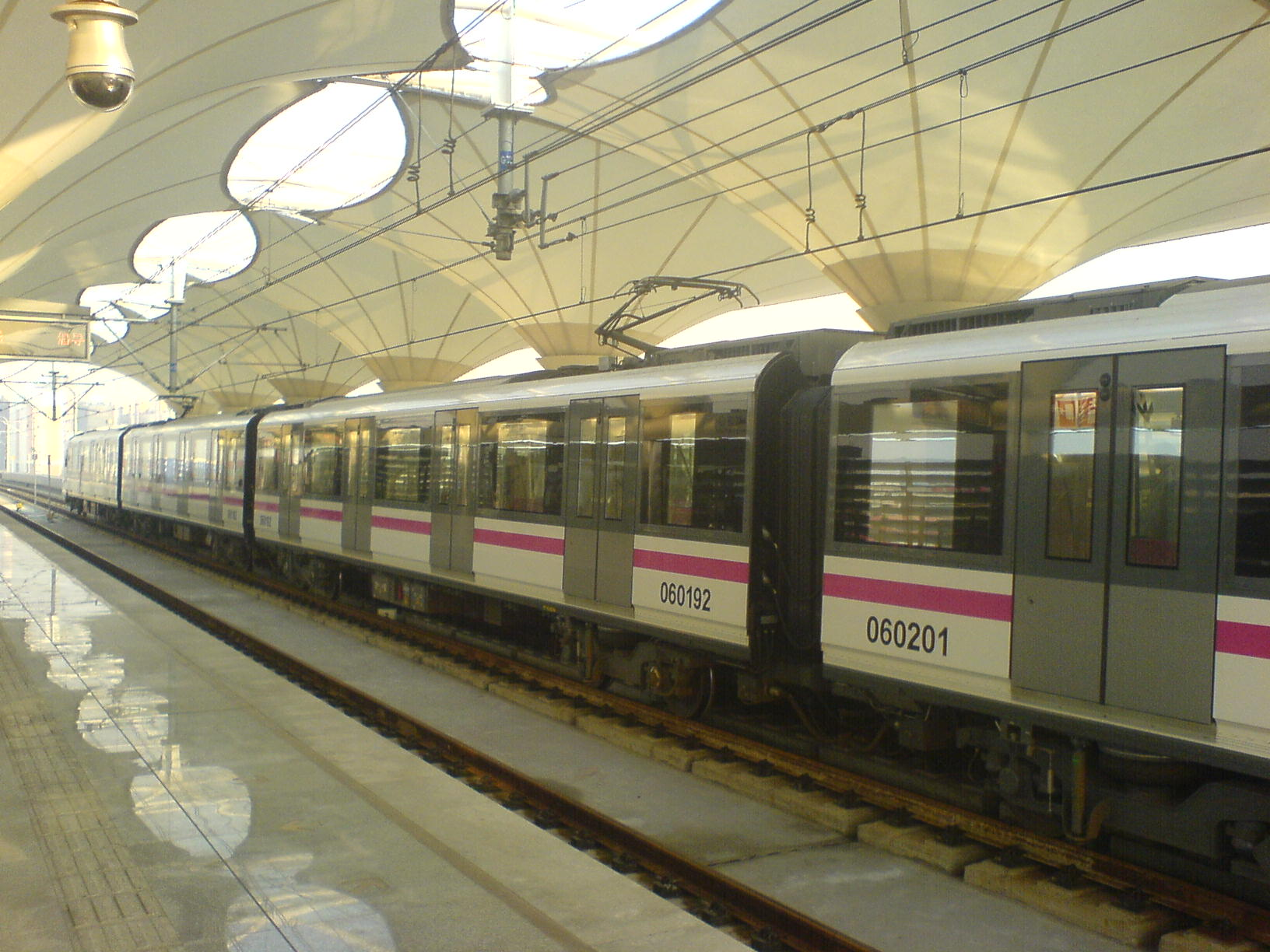

강청루역(중국어: 港城路站, 영어: Gangcheng Road Station)은 중화인민공화국 상하이 푸둥 신구 와이커우챠오 보세구(外高桥保税区)와 강청루(港城路)에 위치한 지하철 6호선 역이다. 고가 측식 역사 구조로 되어 있으며, 6호선 출발의 기점이 되는 역이다. 2007년 12월 29일 개방되었다.
현재 지하철 10호선 2기 공사가 진행 중이며, 이 역을 공유하여 환승역으로 사용하게 된다.

## 역사
- 2007년 12월 29일 2호선 역사 오픈

## 지하철역
- 상하이 지하철 6호선
- 상하이 지하철 10호선 (건설 중)

## 역구조
1면 2선의 고가 측식 역사이다.

## 대중 교통 환승
- 81, 313, 508, 602, 611, 640, 793, 453(2008년 10월 10일 신규)
- 高中线, 泰高线, 高川专线, 外高桥1路, 外高桥3路, 川张高专线